# Belfort van Saint-Riquier
Het Belfort van Saint-Riquier is het historische belfort van het Picardische stadje Saint-Riquier
Het is een van de 56 belforten in België en Frankrijk die tot werelderfgoed van de UNESCO verklaard zijn.

## Geschiedenis
Als symbool van de gemeentelijke autonomie stond het eerste belfort te dicht bij de abdij van Saint-Riquier. De machtige abt eiste dat een nieuwe toren zou gebouwd worden, verder van de abdijtoren vandaan. Dat gebeurde in 1283. Toen de stad in de 15e eeuw partij koos voor de Bourgondische hertogen, liet koning Lodewijk XI van Frankrijk in 1475 op zijn beurt de toren afbreken. In 1528 werd hij opnieuw opgebouwd.